# Boris Rodos
Boris Wieniaminowicz Rodos (ros. Борис Вениаминович Родос; ur. 9 czerwca?/22 czerwca 1905 w Melitopolu, zm. 20 kwietnia 1956 w więzieniu Butyrki w Moskwie) – funkcjonariusz OGPU, pułkownik NKWD i Ministerstwa Bezpieczeństwa Państwowego, zastępca szefa Oddziału Śledczego Głównego Zarządu Bezpieczeństwa Państwowego i Ludowego Komisariatu Bezpieczeństwa Państwowego, zbrodniarz stalinowski.

## Życiorys
Urodzony w rodzinie żydowskiej, jego ojciec był krawcem w Melitopolu na Ukrainie. Po ukończeniu szkoły podstawowej w 1921 pracował w handlu, a od 1924 jako pracownik biurowy i rachmistrz w Melitopolu. Do 1930 działacz Komsomołu, skąd został wydalony za usiłowanie gwałtu. W 1931 wstąpił do WKP(b) i został sekretarzem w rejonowym oddziale OGPU w Berisławiu. Od 1932 asystent pełnomocnika OGPU rejonu znamieńskiego, później pełnomocnik i oficer operacyjny OGPU w Odessie. Od 1936 młodszy porucznik OGPU/NKWD i zastępca szefa wydziału IV Oddziału w Odessie. Od maja 1937 pracownik IV Oddziału Głównego Zarządu Bezpieczeństwa Państwowego w Moskwie, gdzie w lutym 1938 został zastępcą szefa 6 wydziału Oddziału IV Głównego Zarządu Bezpieczeństwa Państwowego w stopniu porucznika. Od grudnia 1938 zastępca szefa Oddziału Śledczego NKWD, od lutego 1939 zastępca szefa Oddziału Śledczego Głównego Zarządu Bezpieczeństwa Państwowego w stopniu kapitana.
Po napaści ZSRR na Polskę rozkazem NKWD nr 00341 z 20 marca 1940 wraz z „brygadą operacyjną NKWD” na 2 miesiące skierowany do obwodu lwowskiego w celu przeprowadzenia aresztowań obywateli polskich podlegających rozstrzelaniu na podstawie postanowienia Politbiura z 5 marca 1940. Rodos za osiągnięcia w „pracy operacyjnej” podczas tych aresztowań został nagrodzony przez gen. NKWD Iwana Sierowa zegarkiem z dedykacją. Od lipca 1941 major, od lutego 1943 pułkownik NKWD. Od maja 1943 zastępca szefa Oddziału Śledczego Ludowego Komisariatu Bezpieczeństwa Państwowego. Brał udział w śledztwach zbiorowych za tzw. działalność antysowiecką, m.in. w sprawie 16 przywódców Polski Podziemnej w 1945. W 1946 został szefem Oddziału Śledczego Zarządu MGB w obwodzie krymskim.
Jako śledczy i bliski współpracownik Bogdana Kobułowa wyróżniał się okrucieństwem i sadyzmem w biciu i torturowaniu aresztowanych. Przesłuchiwał i zmuszał do składania fałszywych zeznań m.in. Wsiewołoda Meyerholda, Stanisława Kosiora, Własa Czubara, Pawła Postyszewa, Robeta Ejche, Aleksandra Kosariewa (sekretarza generalnego Komsomołu), pisarza Izaaka Babla. Za „zasługi” w pracy w NKWD otrzymał dwa Ordery Czerwonej Gwiazdy (1940 i 1946), Order Znak Honoru (1943), cztery medale i odznakę „Honorowy Funkcjonariusz WCzK-OGPU-NKWD (1938).
Zwolniony z MGB w 1952, został szefem sztabu cywilnej obrony przeciwlotniczej stacji telegraficznej w Symferopolu.
5 października 1953 aresztowano go i osadzono w więzieniu butyrskim, a 26 lutego 1956 skazano na śmierć. Po odrzuceniu prośby o ułaskawienie przez Prezydium Rady Najwyższej ZSRR (17 kwietnia 1956) został rozstrzelany 20 kwietnia 1956. Pochowano go na cmentarzu Dońskim.